# Asdrúbal Giscón
Asdrúbal, hijo de Giscón (en la transcripción latina, la forma fenicia original del nombre era Azruba'al, literalmente, "la ayuda de Baal"), fue un general cartaginés en Hispania durante la segunda guerra púnica. 

## Biografía
Es mencionado cuando fue enviado a la provincia con un fuerte ejército en 214 a. C. y por cooperar con Asdrúbal Barca y Magón Barca, hijos de Amílcar Barca. Los tres generales tuvieron algunas disputas según dejan entrever los escritores romanos. 
Tras la salida de Hispania de Asdrúbal hacia Italia, Asdrúbal Rimoldi fue encargado de defender Lusitania y las provincias occidentales evitando la batalla con los romanos. Durante el año 208 a. C. no tuvo actividad militar y en 207 a. C. aparece en Gades, donde se le reunió Magón con los restos de su ejército que había sido derrotado por Marco Silano. Como Escipión seguía a Magón y quería forzar a Asdrúbal a librar batalla, Asdrúbal eludió el combate y se parapetó detrás de las murallas sin emprender ninguna acción. 
En 206 a. C. recibió refuerzos de Cartago y su ejército aumentó a 70.000 infantes, 4.000 jinetes y 32 elefantes con los que ya podía enfrentarse con seguridad a los romanos. La batalla se produjo en el lugar que Plinio llama Eling y Tito Livio llama Silpat, en el distrito minero de la Bética, pero fueron derrotados y con el resto del ejército se refugiaron en Gades. 
Asdrúbal consideró perdida Hispania e inició conversaciones con los jefes africanos, cuando ya Escipión el Africano había iniciado contactos con Sifax, rey de los Masesilos. Fue a la corte del rey númida, donde habría llegado al mismo tiempo que Escipión, y durante unos días conversó con el general romano y con el rey, al que logró sacar de la alianza con Roma gracias a su hija Sofonisba, que se casó con el rey númida. Pero entonces el rey de los Masilios, Masinisa, al que Sofonisba había sido prometida, se alió con los romanos, si bien Asdrúbal prefería la alianza de Sifax al que consideraba más poderoso. Sifax invadió el territorio de Masinisa y lo expulsó de sus dominios. 
En 204 a. C. Escipión desembarcó en África y Cartago envió al general Asdrúbal Giscón con un ejército de 30 000 hombres y 3000 jinetes a los que se unió Sifax con 50 000 númidas y 10 000 jinetes. Con estas fuerzas delante, Escipión tuvo que levantar el asedio de Útica y establecerse en una posición protegida en un promontorio en la costa; Asdrúbal y Sifax formaron dos campos separados y bloquearon al romano en el invierno del 204 al 203 a. C.. Sifax, sin embargo, entró en conversaciones con Escipión, que mientras tanto había planeado incendiar los dos campamentos enemigos, lo que pudo llevar a cabo con la ayuda de Masinisa. Incendiados repentina y simultáneamente ambos campamentos, los romanos se lanzaron sobre ellos y parece que mataron a miles de enemigos cuando huían en la oscuridad y en la confusión. Asdrúbal y Sifax escaparon, reorganizaron las fuerzas y se enfrentaron a Escipión en una batalla decisiva, siendo derrotados. Sifax huyó a su reino y Asdrúbal volvió a Cartago (203 a. C.).
Asdrúbal no vuelve a ser mencionado ni por Polibio ni por Tito Livio, pero Apiano dice que en realidad no regresó a Cartago, ya que se enteró de que el senado le había condenado a muerte por su fracaso. En su lugar, Asdrúbal reclutó una fuerza de mercenarios, bandidos y esclavos liberados en Anda, llegando a los 8.000 hombres y 3000 jinetes, y continuó la guerra por su propia cuenta viviendo de saqueos. A pesar de la condena, el sucesor de Asdrúbal al mando, Hannón, aceptó cooperar con él contra Escipión.
Siguiendo esta línea, cuando Aníbal Barca volvió y tomó el mando, la sentencia de muerte de Asdrúbal fue revocada y sus tropas unidas formalmente a las del gran general. No obstante, dentro de la ciudad permaneció la hostilidad de la población hacia él, y un día, en unos disturbios, fue atacado por el pueblo. El general, huyó hasta la tumba de su familia, donde se suicidó tomando un veneno, tras lo que su cabeza fue cortada y paseada en triunfo por las turbas por las calles de la ciudad.